# Keramid
Keramidi su familija lipidnih molekula. Keramid se sastoji od sfingozina i masne kiseline. Keramidi su nađeni u visokim koncentracijama unutar ćelijskih membrana. Oni su jedna od komponenata lipida koje sačinjavaju sfingomijelin, jednog od glavnih sastojaka lipidnog dvosloja. Godinama se smatralo da su keramidi i drugi sfingolipidi nađeni u dvosloju ćelijske membrane čisto strukturni elementi, ali se u međuvremenu došlo do saznanja da to nije tačno. Keramidi mogu da deluju kao signalni molekuli. Najbolje poznate funkcije keramida kao ćelijskih signala su regulacija diferencijacije, proliferacije, programirane ćelijske smrti, i apoptoze (Tip I PCD) ćelije.

## Put sinteze keramida
Postoje tri glavna puta generacije keramida. Put sfingomijelinaze koristi enzim kiji razlaže sfingomijelin u ćelijskoj membrani i oslobađa keramid. De novo put kreira keramid iz manje kompleksnih molekula. Do formiranja keramida takođe može doći putem razlaganja kompleksnih sfingolipida koji se ultimatno razlažu do sfingozina, koji se zatim reacirkuliše čime se formira keramid. Taj zadnji put se naziva selvidž putem (engl. Salvage pathway).

## Fiziološke uloge keramida
Kao bioaktivni lipid, keramid je bio impliciran u niz fizioloških funkcija među kojima su apoptoza, zaustavljanje ćelijskog rasta, diferencijacija, ćelijsko starenje, ćelijska migracija i adhezija. Smatra se da keramidi i njihovi metaboliti učestvuju u brojnim patološkim stanjima, među kojima su rak, neurodegeneracija, dijabetes, mikrobna patogeneza, gojaznost, i inflamacija.

## Literatura
1. ↑  Donald Voet; Judith G. Voet (2005). Biochemistry (3 изд.). Wiley. ISBN 9780471193500.
2. ↑  Haimovitz-Friedman A; Kan CC; Ehleiter D;  . (1994). „Ionizing radiation acts on cellular membranes to generate ceramide and initiate apoptosis”. J. Exp. Med. 180 (2): 525—35. PMC 2191598 . PMID 8046331. doi:10.1084/jem.180.2.525.
3. 1 2  Hannun, Y.A. & Obeid, L.M. (2008). „Principles of bioactive lipid signalling: lessons from sphingolipids”. Nature Reviews: Molecular Cell Biology. 9 (2): 139—150. PMID 18216770. doi:10.1038/nrm2329.
4. ↑  Kitatani, K.; Idkowiak-Baldys, J.; Hannun, Y.A. (2008). „The sphingolipid salvage pathway in ceramide metabolism and signaling.”. Cell Signaling. 30 (6): 1010—1018. PMC 2422835 . PMID 18191382. doi:10.1016/j.cellsig.2007.12.006.
5. ↑  Zeidan, Y.H. & Hannun, Y.A. (2007). „Translational aspects of sphingolipid metabolism.”. Trends Mol. Med. 13 (8): 327—336. PMID 17588815. doi:10.1016/j.molmed.2007.06.002.
6. ↑  Wu D, Ren Z, Pae M, Guo W, Cui X, Merrill AH, Meydani SN (2007). „Aging up-regulates expression of inflammatory mediators in mouse adipose tissue”. The Journal of Immunology. 179 (7): 4829—39. PMID 17878382.

## Spoljašnje veze
- Ceramides на 